# Junkers Ju 322 Mammut
Junkers Ju 322 Mammut je bil zelo veliko vojaško jadralno letalo, ki ga zasnovali pri Junkersu med 2. svetovno vojno. Prvi let je bil aprila 1941, vlečno letalo je bil Junkers Ju 90. Maja 1941 so po dveh zgrajenih prototipih, projekt preklicali.
Ju 322 je bil deloma leteče krilo. Grajen je bil večinima iz lesa. Sprva naj bi imel tovorno kapaciteto 20 ton, vendar so zaradi težav pri izdelavi zmanjšali težo na 16 ton in na koncu na 11 ton.

## Specifikacije (Ju 322 V1)
Podatki iz German Aircraft of the Second World War
Splošne karakteristike
- Posadka: 1
- Tovor: 11000 kg (22000 lb) (24255 lb)
- Dolžina: 30,25 m (99 ft 3 in)
- Razpon kril: 62 m (203 ft 5 in)
- Višina:  ()
- Površina kril: 925 m² (9952 sq ft)
- Uporaben tovor: 11000 kg (24255 lb)

 Zmogljivost 